# Paradigma de extracción cooperativa
El paradigma de extracción cooperativa es un diseño experimental en el que dos o más animales obtienen recompensas hacia sí mismos a través de un aparato que no pueden operar con éxito solos. Los investigadores ( etólogos , psicólogos comparativos y psicólogos evolutivos ) utilizan experimentos cooperativos para tratar de comprender cómo funciona la cooperación y cómo y cuándo puede haber evolucionado.
El tipo de aparato utilizado en los experimentos cooperativos de tracción puede variar. La investigadora Meredith Crawford, quien inventó el paradigma experimental en 1937, usó un mecanismo que consistía en dos cuerdas unidas a una plataforma rodante que era demasiado pesada para ser tirada por un solo chimpancé . El aparato estándar es uno en el que una cuerda o cuerda simple se enhebra a través de bucles en una plataforma móvil. Si solo un participante tira de la cuerda, se suelta y la plataforma ya no se puede recuperar. Solo al unir fuerzas en coordinación pueden los participantes tener éxito; el éxito por casualidad es altamente improbable. Algunos investigadores han diseñado aparatos que implican asas en lugar de cuerdas.
Aunque muchos animales recuperan con éxito recompensas en sus tareas de extracción cooperativa, las conclusiones con respecto a la cooperación son mixtas y complejas. Chimpancés, bonobos , orangutanes , capuchinos , tamarinos , lobos , elefantes , cuervos y keasparece entender los requisitos de la tarea. Por ejemplo, en una condición de retraso, el primer animal tiene acceso al aparato antes que el otro. Si el animal espera a su compañero antes de tirar, esto sugiere una comprensión de la cooperación. Chimpancés, elefantes, lobos, perros, cuervos y keas esperan; loros grises, torres y nutrias no pueden esperar. Los chimpancés solicitan ayuda activamente cuando es necesario. Parecen recordar resultados previos para reclutar al compañero más efectivo. En un entorno grupal, los chimpancés castigan el comportamiento competitivo inicial (tomar alimentos sin jalar, desplazar a los animales) de modo que, con el tiempo, la cooperación exitosa se convierta en la norma.
En cuanto a la evolución de la cooperación, la evidencia de los experimentos de extracción cooperativa brinda apoyo a la teoría de que la cooperación evolucionó varias veces de forma independiente. El hecho de que las características básicas de la cooperación estén presentes en algunos mamíferos y algunas aves apunta a un caso de evolución convergente . Dentro de los animales sociales , se sospecha que la cooperación es una adaptación cognitiva . Es probable que la capacidad de los humanos para cooperar haya sido heredada de un antepasado compartido con al menos chimpancés y bonobos. La escala superior y el alcance de la cooperación humana proviene principalmente de la capacidad de utilizar el lenguaje para intercambiar información social.

## Antecedentes
Muchas especies animales cooperan en su hábitat natural. La caza cooperativa ha sido observada en entornos aéreos (Falco femoralis), terrestres (leones), acuáticos (orcas) y subterráneos (hormigas Dorylus). Otros ejemplos de cooperación incluyen a progenitores y otros trabajando conjuntamente para criar descendencia (elefante africano) y grupos defendiendo su territorio, que ha sido estudiado en primates y otros animales sociales como el delfín nariz de botella, la hiena manchada o el cuervo común.
- Datos: Q49000592